# Ismet Lushaku
Ismet Lushaku, né le 22 septembre 2000 à Eskilstuna en Suède, est un footballeur international kosovar qui évolue au poste de milieu central au IFK Norrköping.

## Biographie

### En club
Né à Eskilstuna en Suède, Ismet Lushaku est formé par deux clubs de sa ville natale, l'IFK Eskilstuna puis l'AFC Eskilstuna. 
Le 18 mai 2019, il joue son premier match en professionnel, à l'occasion d'une rencontre d'Allsvenskan face à l'Helsingborgs IF. Il entre en jeu à la place de Wilhelm Loeper, et les deux équipes se partageant les points (1-1 score final).
Lushaku inscrit son premier but en professionnel le 23 février 2020, à l'occasion d'une rencontre de coupe de Suède face au FK Karlskrona (en). Titulaire, il ouvre le score mais les deux équipes se neutralisent (1-1 score final).
Le 17 janvier 2022, Ismet Lushaku s'engage librement en faveur du Varbergs BoIS. Il signe un contrat de quatre ans, soit jusqu'en décembre 2025,.
En janvier 2024, Ismet Lushaku rejoint l'IFK Norrköping. Le transfert est annoncé le 27 décembre 2023 et son contrat court jusqu'en décembre 2026.

### En sélection
Ismet Lushaku joue son premier match avec l'équipe du Kosovo espoirs le 6 juin 2019 contre Andorre. Il entre en jeu à la place de Mirlind Daku et son équipe s'impose (0-4 score final).
Le 24 décembre 2019, Ismet Lushaku est convoqué pour la première fois avec l'équipe nationale du Kosovo. Il honore sa première sélection lors de ce rassemblement, le 12 janvier 2020, lors d'un match amical perdu contre la Suède (1-0 score final).